# Małgorzata Malinowska
Małgorzata Malinowska (ur. 19 marca 1959 w Sopocie, zm. 6 września 2016) – polska artystka, pseudonim artystyczny Kocur.

## Życiorys
Ukończyła (1986) studia na Wydziale Malarstwa, Grafiki i Rzeźby PWSSP w Gdańsku. W latach 1996–2007 tworzyła duet artystyczny Kijewski/Kocur z Markiem Kijewskim, który zmarł w 19 sierpnia 2007. Wspólnie zrealizowali takie projekty, jak m.in. Sensitive, Core, Idolls, Gates@pl, Trzy Tryptyki. Zginęła w wypadku samochodowym.